# Алексеев, Леонид Васильевич
Леони́д Васи́льевич Алексе́ев (15 января 1921, Ростов-на-Дону, Донская область — 22 марта 2008, Москва) — советский и российский историк и археолог. Основоположник исследований топографии древнего Витебска.

## Биография
Родился 15 января 1921 года в семье композитора, выпускника Лейпцигской консерватории, Василия Михайловича Алексеева и Екатерины Ивановны Горожанкиной, дочери известного русского профессора ботаники Московского Императорского Университета (ныне МГУ им. Ломоносова) Ивана Николаевича Горожанкина, в г. Ростове-на-Дону, куда из г. Москвы семья уехала от голода.
В 1948 году окончил Московский университет, истфак. С 1948 года по 1950 год работал в Гродненском историко-археологическом музее, с 1953 года — в Институте археологии АН СССР. В 1954 году обнаружил в Ленинградском архиве фотопластинки (негативы) Креста Ефросинии Полоцкой, по которым была произведена его реконструкция. В 1955 году защитил кандидатскую диссертацию на тему «Полоцкая земля в IX—XIII вв.». В 1955—1956 годах проводил раскопки Браславского замка и городища. В 1962—1966 годах преподавал археологию в Могилёвском пединституте. В 1985 году защитил докторскую диссертацию на тему «Смоленская земля в IX—XIII вв.». Был женат на дочери революционера-меньшевика В. К. Икова Ширяевой Наталье Владимировне. Есть сын.
Автор многочисленных работ по истории Полоцкой и Смоленской земель XI—XIII веков. Занимался изучением историографии и персоналий белорусской археологии, искусствоведения и краеведения.
Похоронен в Москве на Введенском кладбище, 8 уч. (захоронение Ширяевых, Зейберт).

### Монографии
- Алексеев Л. В. Полоцкая земля: Очерки истории северной Белоруссии в IX—XIII вв. — М., Наука, 1966. — 295 с.
- Алексеев Л. В. По Западной Двине и Днепру в Белоруссии. — М.: Искусство, 1974. — 144 с. (в сер. «Дороги к прекрасному»).
- Алексеев Л. В. Смоленская земля в IX—XIII вв. Очерки истории Смоленщины и Восточной Белоруссии. — М.: Наука, 1980. — 260 с.
- Алексеев Л. В. Археология и краеведение Беларуси. XVI в. — 30-е годы XX в. — Минск: Беларуская навука, 1996. — 206 с.
- Алексеев Л. В. Западные земли домонгольской Руси. — Кн. 1. — М.: Наука, 2006. — 289 с. ISBN 5-02-034937-2.
- Алексеев Л. В. Западные земли домонгольской Руси. — Кн. 2. — М.: Наука, 2006. — 165 с. ISBN 5-02-010351-9.
- Алексеев Л. В. Полоцкая земля. — Полоцк: А. И. Судник, 2007.
- Алексеев Л. В., Богданов В. П. Западные земли домонгольской Руси в историко-археологическом осмыслении. — М.: Наука, 2009. — 336 с. ISBN 978-5-02-036754-8.

### Статьи
- Алексеев Л. В. Лазарь Богша — мастер-ювелир XII в. // СА. — 1957. — № 3.
- Алексеев Л. В. Устав Ростислава Смоленского и процесс феодализации Смоленской земли // Славяне в прошлом Европы: Сб. к 70-летию акад. Г. Ловмянского. — Варшава, 1974.
- Алексеев Л. В. Полоцкая земля // Древнерусские княжества X—XIII вв.. — М., 1975.
- Алексеев Л. В., Рыбаков Б. А. Когда основан Витебск? (бел.) = Калі заснаваны Віцебск? // Помнікі гісторыі і культуры Беларусі. — Минск, 1972. — № 2.

- 1. Аб чым расказвае «Замкавая гара» // Гродзенская прауда. 8 чэрв. 1949.
- 2. Три пряслица с надписями из Белоруссии // КСИИМК. 1955. Вып. 57. С. 129-32.
- 3. Полоцкая земля в IX—XIII вв. Автореф. дис. на соиск. степ. канд. ист. наук. М., 1955. С. 1—15.
- 4. Лазарь Богша — мастер-ювелир XII в. // СА. 1957. № 3. С. 224—244.
- 5. О работе сектора славяно-русской археологии в 1956 г. // КСИИМК. 1958. Вып. 72. С. 117—120.
- 6. Ещё три шиферных пряслица с надписями // СА. 1959. № 2. С. 243—244.
- 7. Научные связи польских и российских археологов // Вестн. Акад. наук. 1959. Вып. 6. С. 107—110.
- 8. Археологические памятники эпохи железа в среднем течении Западной Двины // Труды ПОКЭ. Т. I. М,, 1959. С. 273—315.
- 9. Раскопки древнего Браслава // КСИА. 1960. Вып. 81. С. 95-106.
- 10.0 работе сектора славяно-русской археологии в 1958 г. // КСИА. 1962. Вып. 81. С. 125—130.
- 11.0 работе сектора славяно-русской археологии в 1959 г. // КСИА. 1962. Вып. 87. С. 118—122.
- 12. Художественные изделия косторезов из древних городов Белоруссии //СА. 1962. № 4. С. 197—209.
- 13. На Замкавай гары // Маладосць. № 1. Мн., 1962.
- 14. Городище «Девичья Гора» в Мстиславле // КСИА. 1963. Вып. 94. С. 73—79.
- 15. Владимир Голубович (некролог)//СА. 1964. № 1. С. 362.
- 16. Друцк // Сов. ист. энцикл. Т. 5.М., 1964. С. 388—389.
- 17. К истории и топографии древнейшего Витебска // СА. 1964. № 1. С. 99-111.
- 18. А. Н. Лявданский//Сов. ист. энцикл. Т.8. М,, 1965.С. 864.
- 19. Киевская Русь // Сов. ист. энцикл. Т. 7. М., 1965. С. 218—228 (в соавт. с Б .А. Рыбаковым).
- 20. Киевское восстание 1068 г. // Сов. ист. энцикл. Т. 7. М., 1965. С. 232—233.
- 21. Киевское восстание 1113 г. // Сов. ист. энцикл. Т. 7. М., 1965. С. 233.
- 22. История белорусской археологии //Древности Белоруссии. Мн., 1966. С. 236—237.
- 23. Некоторые вопросы исторической географии Северной Белоруссии //Древности Белоруссии. Мн., 1966. С. 257—258.
- 24. Некоторые вопросы исторической географии Северной Белоруссии в раннесредневековое время // Пленум Ин-та археологии АН СССР. 1966. Тез. докл. М, 1966. С. 1—3.
- 25. Полоцкая земля. (Очерки истории Северной Белоруссии IX—XIII вв.). М., 1966. 295 с.
- 26. Раскопки в Друцке//АО 1965 г. 1966. С. 168—169.
- 27. Очерк истории белорусской дореволюционной археологии и исторического краеведения до 60-х годов XIX в.//СА. 1967. № 4.
- 28. История СССР (главы по Прибалтике). Т. I. М., 1968. С. 315—320, 464—468.
- 29. Барыс Рыбакоу // Полымя. 1968. № 2. С. 236—238.
- 30. Белорусская археология и историческое краеведение в XIX — начале XX в. // СА. 1968. № 3. С. 85—100.
- 31. К 60-летию Б. А. Рыбакова // СА. 1968. № 2. С. 111 −117.
- 32. 0 распространении топонимов «Межа» и «Рубеж» в Восточной Европе // Славяне и Русь. К 60-летию Б. А. Рыбакова. М" 1968. С. 245—250.
- 33. 0 работах в древнем Друцке и его округе // АО 1967 г. 1968. С. 236.
- 34. Рец.: Э. М. Загорульский «Археология Белоруссии». Мн., 1965 // СА. 1968. № 3. С. 291—296 (в соавт. с О. Н. Мельниковской).
- 35. Вяртаючы народу мінулыя стагоддзi.. // Полымя. 1969. № 12. С. 189—200.
- 36. Крыж Еуфрасіннi Полацкай // Маладосць. 1969. № 7. С. 143—148.
- 37. Работы в Мстиславле, Рославле и в окрестностях Друцка // АО 1969 г. 1970. С. 307—308.
- 38. Віцебску — тысяча год // Віцебскi рабочы, 24 июня 1970.
- 39. Раскопки древнего Рославля и разведки в Смоленской земле // АО 1970 г.. 1971. С. 79—80 (в соавт. с З. М. Сергеевой).
- 40. Старажытны Мсціслау // ПГКБ, № 1. Мн., 1971. С. 25—31.
- 41. Гогалеуская Беларусь. Па забытых i неапублкаванных матэрыялах//Полымя. 1971. № 12. С. 203—214.
- 42. Kaлi быу заснаваны Віцебск// ПГКБ, № 2. Мн., 1972. С. 79
- 43. Віцебская дауніна // Маладосць, 1972. № 12. С. 143—149.
- 44. Грамота Ростислава Мстаславича Смоленского 1136 г. в свете данных археологии // БС. 1972. С. 185—189.
- 45. Исследования в Смоленской земле //АО 1971 г. 1972. С. 107.
- 46. Исследования в древней Смоленщине //АО 1972 г. 1973. С. 49—50.
- 47. Раскопки курганов в Восточной Белоруссии // КСИА. 1973. Вып. 135. С. 49—55 (в соавт. с З. М. Сергеевой).
- 48. Старажытны Друцк// ПГКБ № 3. Мн., 1973. С. 16—23.
- 49. Древний Ростиславль // КСИА. 1974. Вып. 139. С. 81—92.
- 50. [Исторический комментарий] // Обухова Л. А. Витбичи. Мн., 1974.
- 51. Мелкое художественное литье из некоторых западнорусских земель: (кресты и иконки Белоруссии) // СА. 1974. № 3. С. 204—219.
- 52. «Оковский лес» Повести временных лет // Культура средневековой Руси: посвящ. 70-летию М. К. Картера. Л., 1974. С. 5-1[уточнить].
- 53. По Западной Двине и Днепру в Белоруссии. М., 1974, (Дороги к прекрасному).
- 54. Устав Ростислава Смоленского 1136 г. и процесс феодализации Смоленской земли // Slowiane w dzicjach Europy. (К 70-летию академика Г. Ловмяньского). Poznan, 1974. S. 85—113.
- 55. Полоцкая земля // Древнерусские княжества X—XIII вв. М., 1975. С. 202—239.
- 56. Домен Ростислава Смоленского // Средневековая Русь: памяти Н. Н. Воронина. М., 1976. С, 53—59.
- 57. Древний Мстиславль // КСИА. 1976. Вып. 146. С. 44—52.
- 58. Новые раскопки в Мстиславле //А0 1 976.1977. С. 399.
- 59. О древнем Смоленске. (К проблеме происхождения, начальной истории и топографии) // СА. 1977. № 1. С. 83—103.
- 60. Раскопки древнего Мстиславля // Наука и жизнь. 1977. № 4. С. 65.
- 61. Некоторые вопросы заселенности и развитие западнорусских земель в IX—XIII вв. //Древняя Русь и славяне (к 70-летию Б. А. Рыбакова). М., 1978. С. 23—30.
- 62. Старажытны Браслау // ПГКБ № 4. Мн., 1978. С. 37—40.
- 63. Археалопя, нумізматыка i геральдыка Беларусi. Мн,, 1979 (у сааут. з У. У. Багамольшкавым, У. Дз. Будзько i 1нш.). 196 с.
- 64. Выдатны археолаг i краязнауца// Полымя. 1979. № 9,
- 65. Периферийные центры домонгольской Смоленщины//СА. 1979. № 4. С. 95—111.
- 66. Новые книги по археологии белорусских городов (Рец.: Лысенко П. Ф. Города Туровской земли. Мн., 1974; Штыхов Г. В. Древний Полоцк. Мн., 1975; Зве- руго Я. Г, Древний Волковыск. Мн., 1975) // СА. 1980. № 2. С. 269—274.
- 67. Проблема возникновения городов в свете демографии домонгольской Руси // Тез. докл. на IV конгр. слав, археологии. София, 1980. С. 31—32.
- 68. Раскопки в Мстиславле //А01979 г. 1980. С. 357—358.
- 69. Смоленская земля в IX—XIII вв. Очерки истории Смоленщины и Восточной Белоруссии. М., 1980. 258 с.
- 70. Таленавпы даследчык Беларусi // ПГКБ, № 1. Мн., 1980. С. 12—14 (о A.M. Сементовском).
- 71. Исследования Мстиславля //АО 1980 г. 1981. С. 330—331.
- 72. Берасцяная грамата//ПГКБ. № 2. Мн., 1982. С. 36—39.
- 73. Берестяная грамота из древнего Мстиславля // СА.1983. № 1. С. 204—213.
- 74. Иван Николаевич Горожанкин в университете и в жизни // Вопросы истории, естествознания и техники.1984. № 4. С. 112—119.
- 75. Пачатак вывучэння помнікау//ПГКБ. № 4. Мн,, 1984. С. 32—33.
- 76. Старажытныя жыхары Беларусi аб свaix помніках даунінi // ПГКБ. № 4. Мн., 1985. С. 30—32.
- 77. Работы в древнем Мстиславле //АО 1983 г. 1985. С. 380—381.
- 78. Смоленский город Мстиславль: стратиграфия, хронология, топография // Тез. докл. сов. делегации наУмеждунар. конгр. слав, археологии. Киев, 1985.
- 79. Комплексное изучение Мстиславля и его округи // АО 1984 г. 1986. С. 336—337 (в соавт. с О. А. Трусовым и др.).
- 80. Три альбома-каталога по искусству Белоруссии XII—XVIII вв. (Рец.: Высоцкая Н. Ф. Жывагас Беларусi XII—XVIII ст.ст. Фрэска, абраз, партрэт. Мн., 1980; Высоцкая Н. Ф. Пластыка Беларусi XII—XVIII ст.ст. Мн,, 1983; Дэкаратыуна-прыкладное мастацтва Беларусi XII—XVIII ст.ст. Мн. 1984) //СА. 1986. № 3. С. 272—280.
- 81. Капитальное исследование по начальной истории Минска (Рец.: Загорульский Э.М, Возникновение Минска. Мн., 1982) // СА. 1987. № 2. С. 265—273.
- 82. Раскопки в Мстиславле //А0 1985.1987. С. 444—445.
- 83. Из истории формирования южных феодальных центров Полоцокой земли. Минск и Друцк // К 1125-летию Полоцка. Конференция «История и археология Полоцка и Полоцкой земли», Полоцк. 1987. С. 3—5.
- 84. Горад на Друцi // Памяць: пст.-дак. хронка Талачынскага раёна. Мн., 1988. С. 34—40.
- 85. Першы беларускi антраполаг // ПГКБ. № 1. Мн., 1988 (в соавт. с Н. В. Ширяевой; о К. Н. Икове).
- 86. Игнатий Кульчинский — первоисследователь белорусских древностей // Древности славян и Руси: к 80-летию Б. А. Рыбакова. М., 1988. С. 100—105.
- 87. Воспитанница Московского археологического института — первый смоленский археолог Е. Н. Клетнова (1869 — после 1925) //Уваровские чтения, Муром, 1990. С. 9—11.
- 88. Кто был автором «Приглашения» барона И. Г. Аша" (1819 г.)? (О первой периферийной инструкции собирания древностей) // СА. 1990. № 1. С. 283—287.
- 89. Судьбы археологии и исторического краеведения Белоруссии и Смоленщины в 20—30-х гг. XX в. // СА. 1990. № 4. С. 241—262.
- 90. Е. Н. Клетнова — один из первых смоленских археологов // Очерки истории русской и советской археологии. М 1991. С. 121—136.
- 91. Е. Ф. Канкрин и история открытия «Борисовых камней» в Белоруссии // СА. 1991. № 2. С. 256—265.
- 92. Последний лекционный курс Василия Алексеевича Городцова // Проблемы древних культур Евразии. М 1991. С. 223—227.
- 93. Двенадцатый археологический съезд в Харькове // РА. 1992. № 4. С. 196—198.
- 94. Першы даследчык надпюау на беларуссіх каменях (пасляслоуе навуковага рэдактара) // Ляукоу Э. А. Маушвыя сведю мтуушчыны / Рэд. докт. ricT. на- вук Л.В, Аляксееу, Мн 1992. С. 207—213.
- 95. Крест Евфросинии Полоцкой 1161 г. в средневековье и в позднейшие времена (к 830-летию знаменитой реликвии) // РА. 1993. № 2. С. 70—78.
- 96. Проблема становления культово-оборонного зодчества Руси в свете раскопок в Мстиславле (Белоруссия) // РА. 1993. № 4. С. 217—238.
- 97. Судьба Виленского музея древностей // Вопросы истории. 1993. № 4. С. 160—163.
- 98. Памяти Михаила Александровича Ткачева // РА, 1994. № 3. С. 250—252 (в соавт. с Л. В. Колединским и А. А. Метельским).
- 99. Три научные конференции в Беларуси (1991—1992) // РА. 1994. № 1. С. 235—239.
- 100. Древний Мстиславль в свете археологии // ГАЗ. № 6, 1995. С. 118—182.
- 101. Преподобная Евфросиния Полоцкая: Жизнь, деятельность, судьба // Весн. Беларус, Экзархата. 1995. № 1. С. 33—48.
- 102. Мстиславльский детинец XII—XIV вв. // РА. 1995. № 3. С. 60—76.
- 103. Археология и краеведение Беларуси: XVI в. — 30-е гг. XX в. Мн., 1996. 206 с.
- 104. Мікалай Мікалаевіч Улащык // Беларуси гістарычны агляд. Т. З. Сшытак 1. Мн., травень 1996. С. 107—109.
- 105. Гродна i помнікi Панямоння. Мн., 1996. 191 с.
- 106. Домонгольская архитектура Полоцкой земли в историческом осмыслении // РА. 1996. № 2. С. 96—110.
- 107. Крест — хранитель всея вселенныя: история создания и воссоздания Креста преподобной Евфросинии, игумении Полоцкой. Мн,, 1996,- (Спецвыпуск журнала «Вестник Белорусского Экзархата», № 15 (Г96)) (всоавт. сТ. Н. Макаровой и Н. П. Кузмичом).
- 108. «Менскія дрыгавічы» i полацкія князi // Беларускi гістарычны часопіс. 1996, № 4. С. 80—87.
- 109. Археология средневекового периода в Белоруссии (1950—1990) // РА. 1998. № 3. С. 176—190.
- 110. Воспоминания старожила: К возрождению Храма Христа Спасителя в Москве // Журнал Московской Патриархии. 1998. № 1. С. 36—39.
- 111. Иван Николаевич Горожанкин (1848—1904). К 150-летию со дня рождения. М., 1998. (в соавт. с Е.В, Капесник). 206 с.
- 112. Изучение древностей в дореформенной Смоленщине // Очерки истории отечественной археологии. Вып. 2. М 1998. С. 63—84.
- 113. Путь сквозь века // Крест — красота Церкви. Мн., 1998. (Наши духовные ценности. Вып. 4). С. 17—44.
- 114. «Менские дреговичи» и полоцкие князья // РА, 1998. № 2. С. 100—111.
- 115. «Меньск» и Минск: к начальной истории белорусской столицы // Культура славян и Русь (к 90-летию Б. А. Рыбакова). М., 1998. С. 375—392.
- 116. Минск и Друцк // Славяне и их соседи: к 70-летию Э. М. Загорульского, Мн., 1998. С. 10—19.
- 117. Княжеское строительство полоцких князей XI—XII вв. // Гісторыя i археалогія Полацка i Полацкай зямлi (матэрыялы III Міжнароднай навуковай канферэнцьн, 21—23 красавка 1997 г.). Полацк. 1997. С. 8—20.
- 118. Грустная судьба таланта // Муз. Академия. 1999. № 3. С,180-182.
- 119. Детинец Мстиславля в XIV—XVII вв. // РА. 2000. № 2. С. 94—114.
- 120. Владимир Митрофанович Арнольди. М., 2001.
- 121. Древний Друцк, (Письменные источники, топография, время возникновения): к празднованию тысячелетия Друцка // РА, 2002. № 1.
- 122. Друцк в XII—XVI вв. (Общие вопросы истории памятника) // РА. 2002. № 2.
- 123. Западные земли домонгольской Руси. Очерки истории, археологии, культуры, В 2 кн. М. 2006. ISBN 5-02-034937-2, ISBN 5-02-034943-7.
- 124. Москва моего детства // Московский архив. Ист,-краеведческий альм. М., 2006. С. 253—285.
- 125. Мои школы // Московский архив. Историко-краеведческий альманах. М., 2006. С, 429—466.
- 126. Западные Земли домонгольской Руси в историко-археологическом осмыслении. М., 2009. ISBN 978-5-02-036754-8.